# Namaacha
Namaacha er en lille by i det sydlige Mozambique, som ligger 75 km vest for Maputo ved grænsen til Swaziland. Byen er kendt for sin koloniale kirke og sit vandfald. Byen ligger i Namaacha distriktet i Maputoprovinsen.   

25°58′S 32°02′Ø / 25.967°S 32.033°Ø